# Trazodona
La trazodona (nombre comercial en España: Deprax) es un fármaco antidepresivo de segunda generación del grupo químico de las fenilpiperazinas. Es un antagonista e inhibidor de la recaptación de serotonina (AIRS), con efecto ansiolítico e hipnótico. Funciona al aumentar la cantidad de serotonina en el cerebro.
Se ha publicitado ampliamente el hecho de tener beneficios terapéuticos notorios en la primera semana de su administración en el paciente. La trazodona también tiene menos efectos adversos de tipo anticolinérgicos (sequedad bucal, estreñimiento y taquicardia) y simpaticolíticos (hipotensión arterial, disfunción eréctil y anorgasmia), especialmente cuando se compara con los antidepresivos tricíclicos.

## Historia
La trazodona se descubrió y desarrolló comercialmente en Italia en el año 1961 por el laboratorio de investigaciones Angelini con el propósito de ser un antidepresivo de segunda generación. El desarrollo de este fármaco se fundamentó en la hipótesis del dolor mental, postulada inicialmente para estudiar pacientes en los que se pensaba que tenían depresión por razón de un umbral disminuido para el dolor.

## Indicaciones
La trazodona se indica para el tratamiento de la depresión clínica que cursa con o sin ansiedad. También es usada,  algunas veces, para tratar la esquizofrenia, la preocupación excesiva y el abuso del alcohol así como para controlar movimientos anormales e incontrolables que pueden experimentarse como efectos secundarios de otros medicamentos. 
Se ha indicado la trazodona para controlar el insomnio, incluyendo en pacientes con fibromialgia, así como otros trastornos del sueño y las pesadillas.
Se ha estudiado el uso de la trazodona en pacientes con trastorno de pánico, neuropatía diabética, bulimia, y el trastorno obsesivo-compulsivo.

### Efectos clínicos
La trazodona actúa fundamentalmente como antagonista del receptor 5-HT2A y ello produce beneficios terapéuticos en pacientes con ansiedad y depresión. Los efectos inhibitorios de la trazodona sobre la recaptación de la serotonina y los receptores 5-HT2C son relativamente leves, aproximadamente 15 veces menor que para el receptor 5-HT2A, y ese efecto contribuye muy poco sobre sus acciones terapéuticas. Por esa razón, la trazodona no tiene propiedades similares a otros inhibidores de la recaptación de la serotonina y por lo tanto, no suele estar asociado con aumento de peso y mayor apetito como en el caso de otros antagonistas del 5-HT2C incluyendo la mirtazapina.
La trazodona tiene un antagonismo competitivo a los receptores 5-HT1A, por lo que puede que ese antagonismo contribuya a las acciones antidepresivas y ansiolíticos.
La potente capacidad de la trazodona de bloquear los receptores adrenérgicos α1, que resulta unas 3 veces menor a la afinidad por los receptores 5-HT2A, puede causar algunos efectos secundarios como la hipotensión ortostática y sedación. Por el contrario, conjuntamente con el antagonismo del receptor 5-HT2A, puede ser la base de la eficacia de la trazodona como hipnótico. Esto parece probable debido a que la actividad de la trazodona como antihistamínico es relativamente débil y probablemente clínicamente insignificante; por lo tanto, no puede explicar el efecto inductor del sueño de la trazodona. En particular, la trazodona carece de cualquier afinidad por los receptores muscarínicos y por lo tanto, no produce efectos secundarios anticolinérgicos.

## Farmacología
La trazodona se comporta como un agonista parcial del receptor 5-HT1A, similar a la buspirona y trandospirona, aunque con mayor actividad intrínseca. En los siguientes receptores, la trazodona actúa como antagonista:
| - Receptor 5-HT1A (Kd = 78 nM) - Receptor 5-HT2A (Ki = 13 nM) - Receptor 5-HT2C (Ki = 192 nM) | - Receptor adrenérgico α1 (Kd = 39 nM) - Receptor adrenérgico α2 (Kd = 405 nM) - Receptor H1 (Kd = 725 nM) |

Ki representa la afinidad por el receptor tomados de promedios de las referencias citadas.
La trazodona actúa como inhibidor de recaptación en el caso del transportador proteico de la serotonina.
La m-clorofenilpiperazina es un metabolito común y activo de la trazodona, así como de otros medicamentos incluyendo la etoperidona y la nefazodona y tiene actividad como agonista selectivo de los receptores de la serotonina y como agente liberador de la serotonina, por lo que se ha sugerido que puede tener un papel importante en los beneficios terapéuticos de la trazodona. Sin embargo, la investigación científica no ha apoyado esta hipótesis y el mCPP incluso puede antagonizar la eficacia de la trazodona, así como producir otros efectos secundarios.

### Farmacocinética
La trazodona se absorbe bien después de su administración oral teniendo un pico máximo sanguíneo aproximadamente a la hora de ser ingerida. La absorción suele ser retardada por la comida. La vida media de eliminación es bifásica, la primera fase es de 3 a 6 horas y la subsiguiente fase es de 5 a 9 horas. El metabolismo de la trazodona es extensa en 3 o 4 metabolitos identificados en el cuerpo humano, algunos de los cuales pueden contribuir a los efectos adversos del medicamento.
Aproximadamente 70% de la trazodona se excreta en la orina al cabo de unas 72 horas. La trazodona tiene una alta afinidad por proteínas sanguíneas.

## Efectos secundarios
Una pequeña cantidad de niños, adolescentes y adultos jóvenes (hasta 24 años de edad) que tomaron antidepresivos (''estimuladores del ánimo'') como trazodona durante los estudios clínicos tuvieron tendencias suicidas (pensaban en lastimarse o suicidarse o planeaban hacerlo o intentaban hacerlo). Los niños, adolescentes y adultos jóvenes que toman antidepresivos para tratar la depresión u otras enfermedades mentales tienen más probabilidades de tener pensamientos suicidas que los niños, adolescentes y adultos jóvenes que no toman antidepresivos para tratar esas condiciones. Sin embargo, los expertos no están seguros sobre cuán grande es este riesgo y hasta qué punto debe considerarse al decidir si un hijo pequeño o adolescente debe tomar un antidepresivo. Los niños menores de 18 años de edad no deben tomar regularmente trazodona, pero en algunos casos, un médico puede decidir que la trazodona es el mejor medicamento para tratar la condición de un niño.

## Interacciones
La trazodona aumenta el efecto sedante del alcohol, antipsicóticos, hipnóticos, sedantes, ansiolíticos y antihistamínicos. Su efecto se aumenta por medicamentos como la eritromicina, ketoconazol, itraconazol, ritonavir, indinavir y nefazodona y se disminuye por la carbamazepina. Aumenta el efecto de los relajantes musculares y anestésicos volátiles. Hay cierto riesgo de síndrome serotoninérgico en asociación con antidepresivos tricíclicos y un cierto riesgo de torsade de pointes con fármacos que prolonguen el intervalo QT. El riesgo de síndrome serotoninérgico y la toxicidad se pueden ver aumentado asociado al Hypericum perforatum.